# Zaira leechi
Zaira leechi är en tvåvingeart som först beskrevs av Charles Howard Curran 1932.  Zaira leechi ingår i släktet Zaira och familjen parasitflugor.
Artens utbredningsområde är British Columbia. Inga underarter finns listade i Catalogue of Life.